# Kista (möbel)

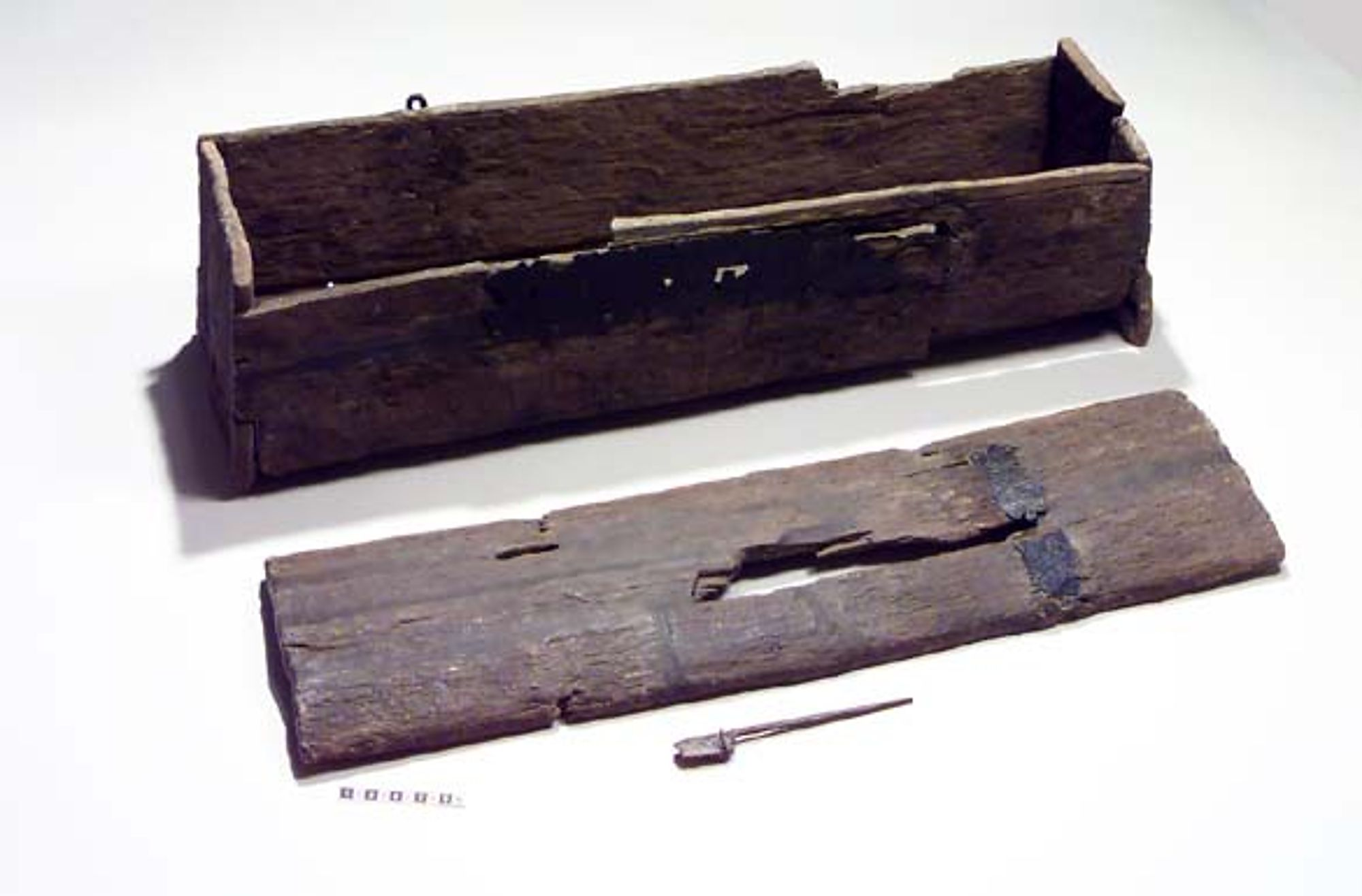
Mästermyrkistan, det äldsta fyndet av en kista i Sverige.

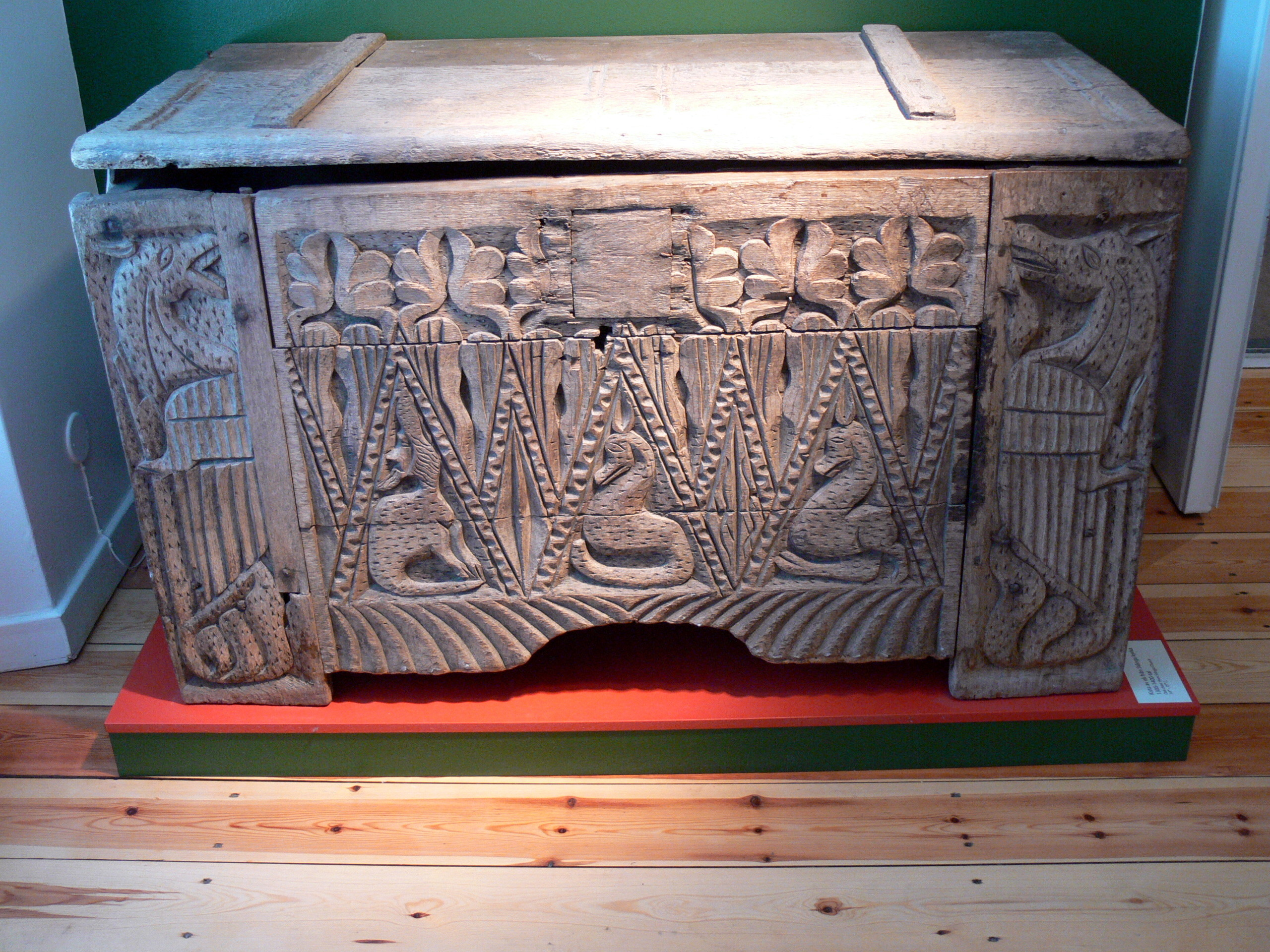
Medeltida kista, utställd på Gotlands museum.

Järnbeslagen kista från Skoklosters slott.

Kista som möbel är en större låda med gångjärnsförsett lock, känd sedan förhistorisk tid.

## Historia
Enligt typologiska teorier är stockkistor, bestående av urholkade trädstammar den äldsta typen av kistor. Stockkistor är visserligen kända sedan forntiden, men även ståndkistor, med sidornas väggar intappade hörnståndare är kända sedan Nya rikets tid i Egypten. Kistor av flätverk och liknande kan ha äldre anor.
Den klassiska kisttypen är känd redan på assyriska reliefer. I antikens Rom förekom kistor under benämningen arca (uttalad [ˈarka]), och förkolnade kistor har påträffats i Pompejis ruiner.
Den äldsta i Norden bevarade kistan härrör från Osebergsfyndet i Norge, mästermyrskistan är det äldsta svenska, även om kistan säkerligen är äldre i Norden. Gotiken och renässansen var kistans blomstringsperioder.
Jämsides med ståndkistor förekom tidigt kistor med fals, av vilka äldre exemplar ofta hade gavelväggarna förlängda till ben. Sinkade kistor dök upp på 1500-talet och blev vanliga under 1600-talet. Skånska och norrländska kistor har i allmänhet runda lock, medan mellansvenska kistor har plana.